# Guy Bellay
Pour les articles homonymes, voir Bellay.
Guy Bellay est un poète français né à Josselin (Morbihan) le 19 mars 1932 et mort à Nantes le 26 septembre 2015,. Familier de René Char, de Georges-Louis Godeau et de Georges Mounin, il mena une carrière d'instituteur et partagea sa vie de retraité entre Nantes et le golfe du Morbihan. 
Ami de Daniel Biga, depuis leur rencontre au comité de rédaction de la revue Chorus fondée par Franck Venaille en 1963 à Paris, il est un poète important mais très discret.
Il se veut, comme ses amis du groupe "Action poétique", très proche de la réalite, de l'événement. La guerre d'Algérie lui a inspire les poèmes violents et révoltes de Bain public (1960). Il a le don (hugolien) des images-idées: "Le paquebot passe, immense et grave comme un gouvernement." La vie simple, l'enfance lui dictent des proses pleines d'une tendresse émue mais d'une expression ferme.

## À propos de Guy Bellay
- Les curieux ne me verront pas, article critique sur Guy Bellay, ce dossier avait été mis en chantier par Gilles Pajot avant sa disparition en février 1992, il a été repris et achevé par Christian Bulting, éditions A Contre-Silence, janvier 1998
- Avez-vous lu Guy Bellay?, par Daniel Biga et Guy Bellay, l'Osier blanc, 1993
- La nouvelle poésie française : poèmes de Guy Bellay, Gabriel Cousin, Pierre Della Faille, François Dodat, par Michel Breton, Librairie Saint-Germain-des-Prés, 1970

## Pour approfondir